# Catedral del Sagrado Corazón (Ningbo)
La Catedral del Sagrado Corazón también llamada alternativamente Catedral de los Siete Dolores de María (en chino: 耶稣圣心主教座堂) es el nombre que recibe un edificio religioso ahora en ruinas que se encuentra localizado en la localidad de Ningbo en la provincia de Zhejiang de la República Popular de China. 
Funcionó como la sede de la diócesis de Ningbo (Dioecesis Nimpuovensis, 天主教宁波教区) que fue creada el 11 de abril de 1946. No debe ser confundida con la Catedral de Nuestra Señora de la Asunción actual sede de la diócesis.

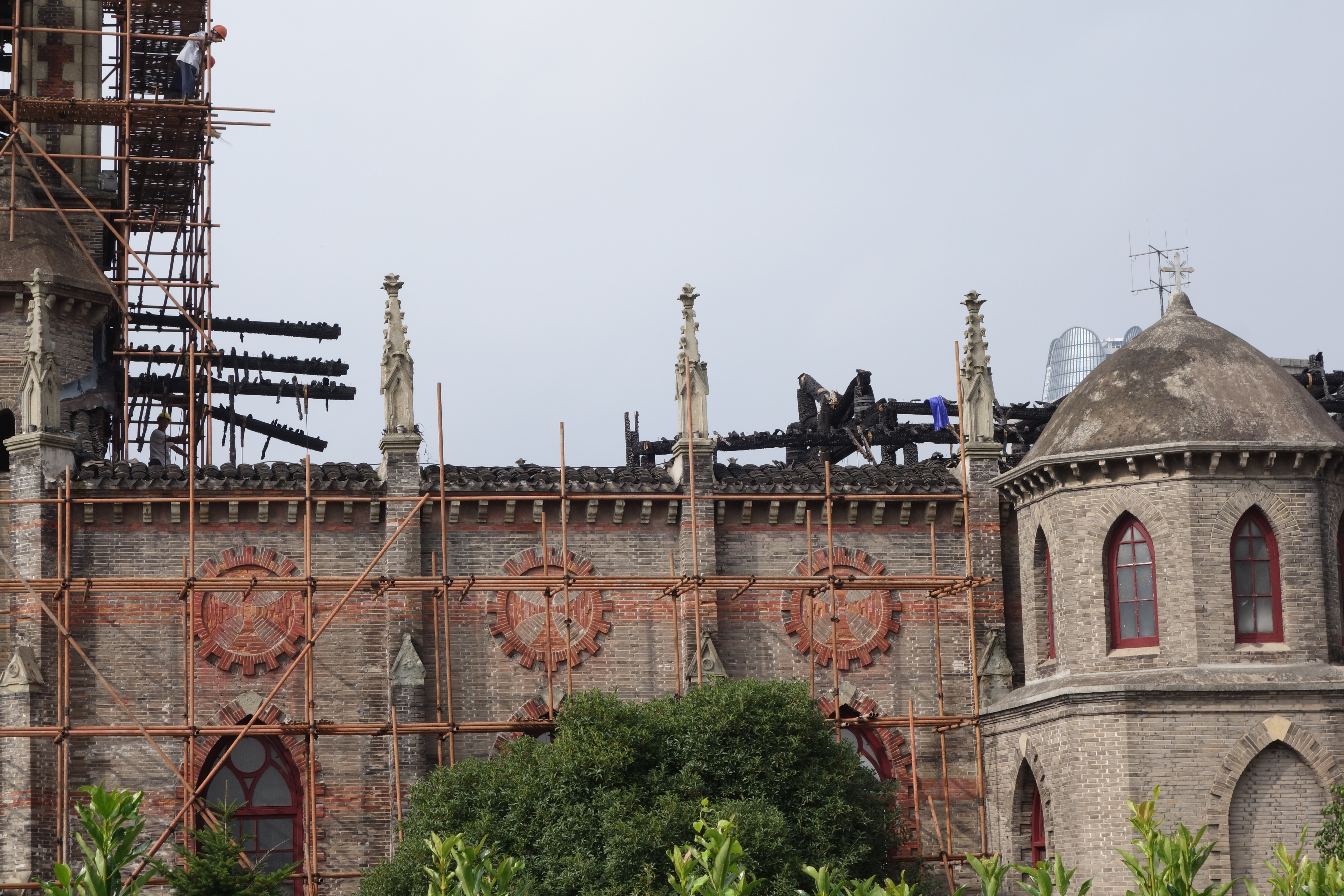
Vista de las ruinas de la Catedral después del incendio de 2014

Su historía comenzó como Iglesia los Siete Dolores de María en 1872 siendo construida en estilo neogótico por los Lazaristas franceses, como la sede de la Vicaría Apostólica de Chechiang dependiente  Fuchow para la época, siendo elevada a catedral en el año 1876; y cerrada en 1963; para unos años más adelante volver a abrir con otro nombre en 1980; fue declarada patrimonio nacional en 2006; y finalmente quedó parcialmente destruida por un incendio el 28 de julio de 2014.